# Eodorcadion glaucopterum
Eodorcadion glaucopterum es una especie de escarabajo longicornio del género Eodorcadion, categorizada en la tribu Dorcadionini, de la subfamilia Lamiinae. Fue descrita por Ganglbauer en 1884.

## Descripción
Mide 10,7-21,5 mm de longitud.

## Distribución
Se distribuye por China.